# Condado de Foix
El condado de Foix comprendía el territorio alrededor de la villa homónima, surgida en el siglo IX. Entre sus anejos se encontraba el principado de Andorra, compartido con los obispos de Urgel. Por eso los presidentes de la república francesa, como herederos de los últimos condes de Foix, a través de los reyes de Francia, son copríncipes de Andorra.

## Historia

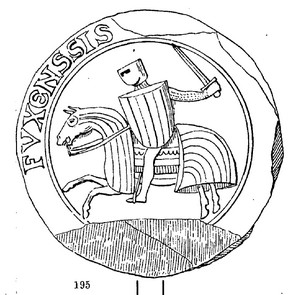
Escudo de Roger Bernard II de Foix

Durante el periodo romano formó parte de la llamada Civitas Consoranorum que después dará nombre al condado de Conserans.
El territorio del condado perteneció inicialmente al ducado de Aquitania, y después al condado de Tolosa del cual pasó al de Carcasona en el año 983 con el Conserans. Erigido en señorío por Roger II de Cominges, conde de Carcasona, de Razés y de Couserans, en 1012, para su hijo Bernardo Roger I, este en su condición de soberano feudal, lo legó a su hijo Roger I (II de Carcasona) con el título condal.
A principios del siglo XI Roger II de Cominges, llamado el Viejo, conde de Cominges, de Couserans, de Carcasona, de Rasez y de Foix, dejó en herencia al benjamín de sus hijos, Pedro I de Foix, el Castillo de Foix, parte del condado de Razés y el condado de Couserans (testamento fechado en el año 1012). 

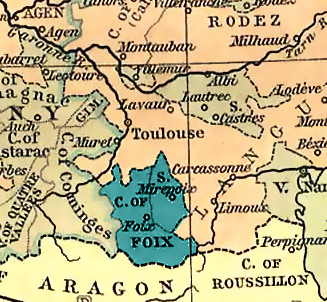
Condado de Foix en 1328 (Bearne está fuera del mapa).

El condado fue unido en 1290 al vizcondado  de Bearne.
Un descendiente directo de Pedro, Gastón III Febus, soberano de los estados de Foix y de Bearne, así como conde soberano de Bigorre (estados heredados por parte de su madre, Leonor de Cominges) fue padre de Bernardo el Bearnés, hijo bastardo que da inicio a la casa de Medinaceli en España.
En 1398, Isabel de Castellbó, heredera del condado de Foix, lo aportó a la Casa de Grailly, por su matrimonio con Arquimbaldo I de Grailly. 
En los siglos XIII y XIV los condes de Foix se cuentan entre los más poderosos nobles de Francia. En 1458 el rey Carlos VII de Francia erige al conde Gastón IV de Foix en Par de Francia . 
En 1479, Leonor I de Navarra, que se había casado con  Gastón IV de Foix, conde de Foix, murió, dejando como sucesor a su nieto Francisco Febo; pero este murió muy joven, y su hermana Catalina de Navarra, al casarse con  Juan III de Navarra, hizo pasar a esta casa el condado  de Foix, así como la corona de Navarra. Desde ese momento, los destinos de este condado se confunden con los del reino de Navarra.

## Lista de condes
| 1012    | 1035/38 | Bernardo I Roger de Cominges, conde de Conserans y señor de Foix, hijo de Roger I el Viejo. |
| 1035/38 | 1064    | Roger I (II de Cominges), primer conde de Foix.                                             |
| 1064    | 1071    | Pedro I.                                                                                    |
| 1071    | 1124    | Roger II.                                                                                   |
| 1124    | 1148    | Roger III.                                                                                  |
| 1148    | 1188    | Roger Bernardo I el Gordo.                                                                  |
| 1188    | 1222    | Raimundo Roger I.                                                                           |
| 1222    | 1241    | Roger Bernardo II el Grande.                                                                |
| 1241    | 1265    | Roger IV.                                                                                   |
| 1265    | 1302    | Roger Bernardo III de Foix.                                                                 |
| 1302    | 1315    | Gastón I de Foix.                                                                           |
| 1315    | 1343    | Gastón II el Paladino.                                                                      |
| 1343    | 1391    | Gastón III Febus.                                                                           |
| 1391    | 1398    | Mateo I de Castellbó.                                                                       |
| 1398    | 1426    | Isabel de Castellbó.                                                                        |
| 1398    | 1413    | Arquimbaldo I de Grailly (consorte).                                                        |
| 1426    | 1436    | Juan I de Foix.                                                                             |
| 1436    | 1472    | Gastón IV de Foix.                                                                          |
| 1472    | 1483    | Francisco I de Foix (Febus) (rey de Navarra).                                               |
| 1483    | 1517    | Catalina de Foix (reina de Navarra).                                                        |
| 1517    | 1555    | Enrique I de Foix (rey de Navarra).                                                         |
| 1555    | 1572    | Juana de Foix (reina de Navarra)                                                            |
| 1555    | 1562    | Antonio de Borbón (consorte, rey de Navarra)                                                |
| 1572    | 1607    | Enrique II de Foix (rey de Navarra y de Francia).                                           |
En 1589, Enrique III de Navarra y II de Foix sube al trono de Francia (como Enrique IV), pero manteniendo la separación entre los dominios navarros y asociados, y el territorio francés. En 1620, su hijo, Luis XIII de Francia y II de Navarra anexiona Navarra y sus territorios asociados a la Corona francesa mediante el edicto de Pau, que mantiene las instituciones.

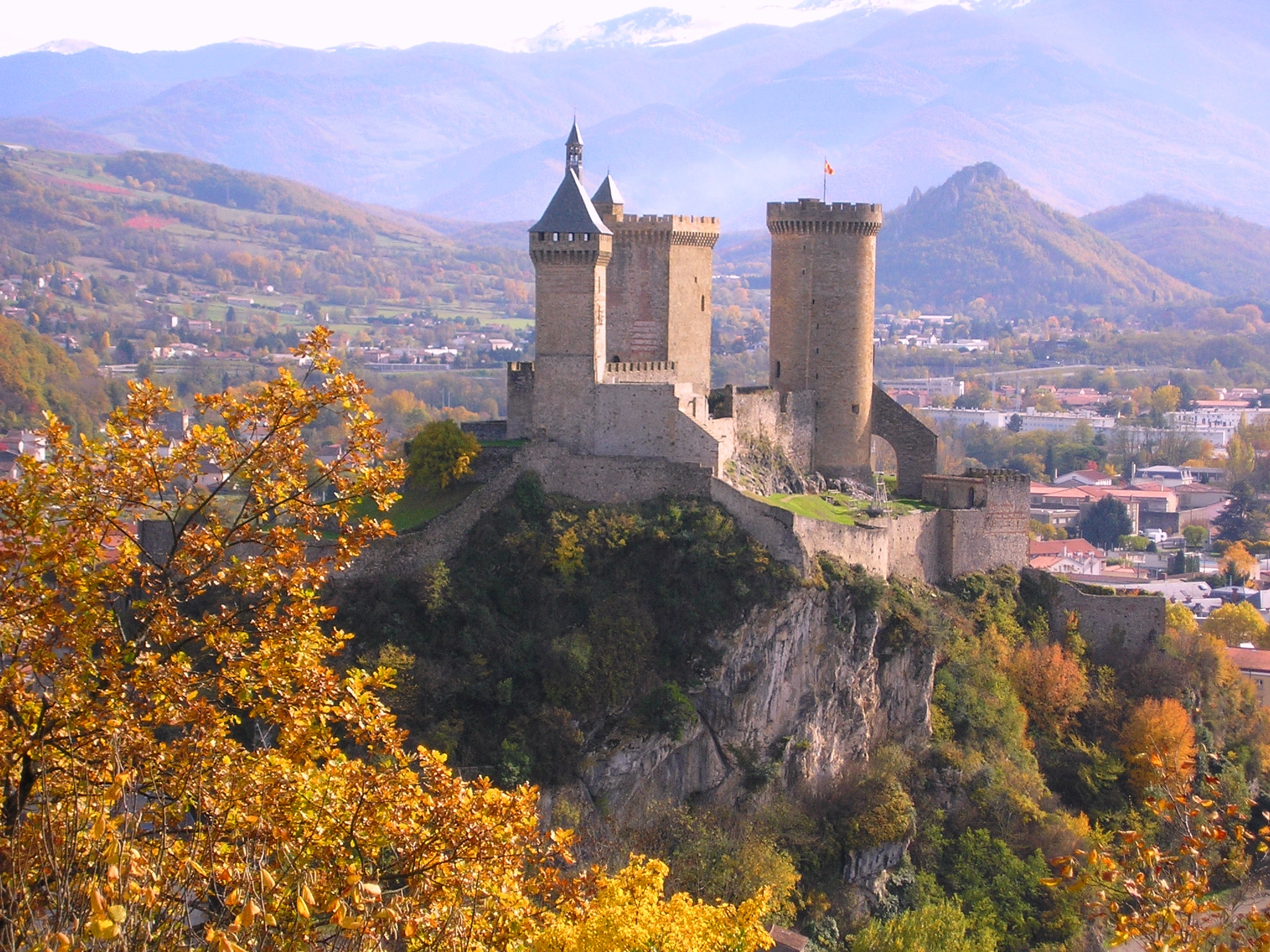
El castillo de Foix
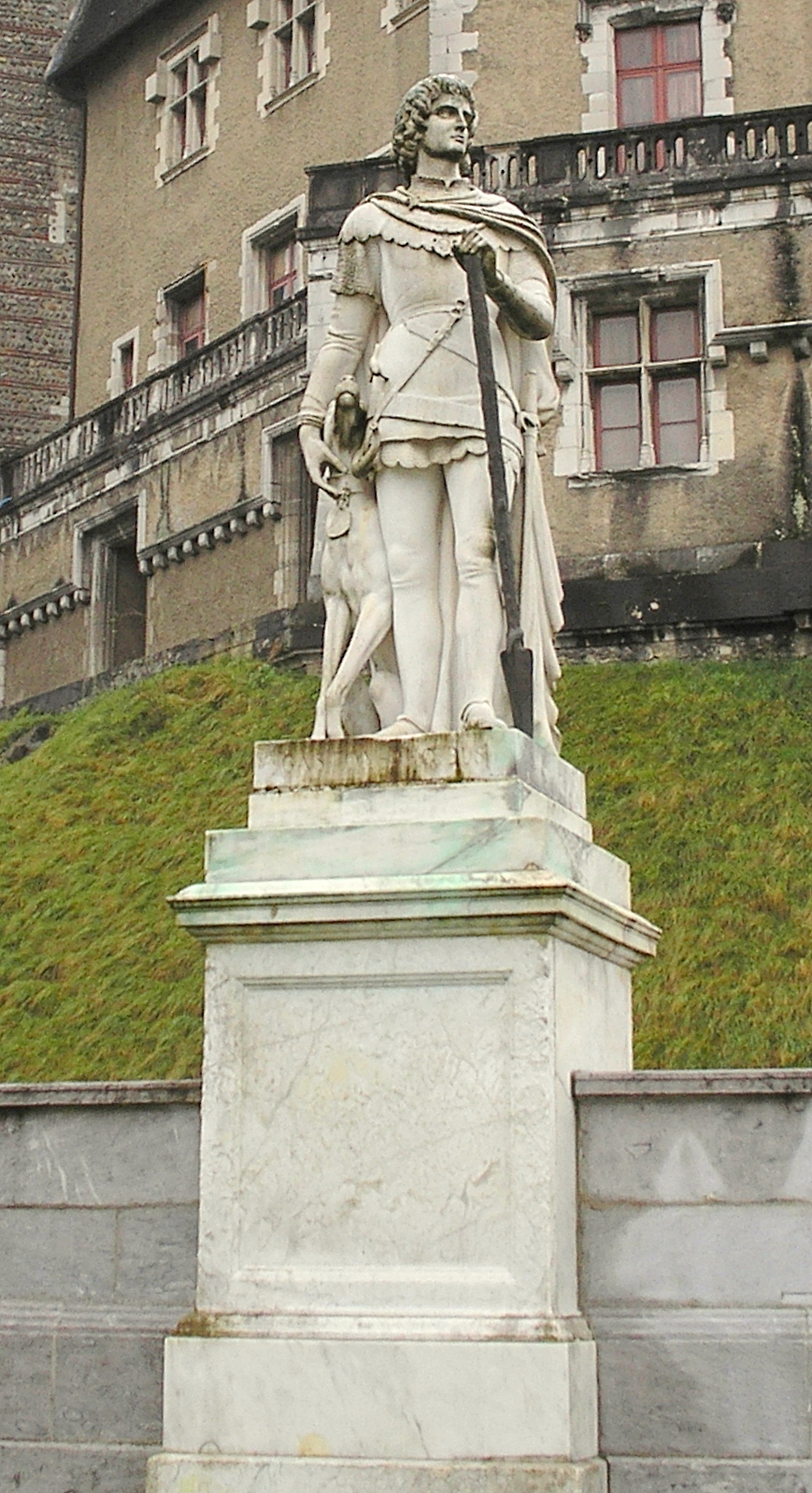
Estatua de Gastón III Febus
El condado de Foix en 1180
El condado de Foix en 1477
Blasón de los condes de Foix
Blasón de los condes de Foix y vizcondes de Bearne